# 경상북도영천교육지원청
경상북도영천교육지원청(慶尙北道永川敎育支援廳, Yeongcheon Office of Education)은 경상북도 영천시를 관할하는 경상북도교육청 산하의 교육지원청이다.
교육장은 장학관으로 보한다.

## 산하 기관

### 초등학교
| - 거여초등학교 - 고경초등학교 - 금호초등학교 - 단포초등학교 - 대창초등학교 - 북안초등학교 | - 신녕초등학교 - 영천동부초등학교 - 영천중앙초등학교 - 화남분교 - 영천초등학교 | - 영화초등학교 - 임고초등학교 - 자천초등학교 - 보현분교 - 지곡초등학교 | - 청통초등학교 - 평천초등학교 - 포은초등학교 - 화덕초등학교 - 화산초등학교 |

### 중학교
| - 고경중학교 - 금호여자중학교 - 금호중학교 - 산동중학교 | - 성남여자중학교 - 신녕중학교 - 영동중학교 - 영안중학교 | - 영창중학교 - 영천여자중학교 - 영천중학교 - 임고중학교 | - 자천중학교 - 청통중학교 - 화산중학교 |